# TinyScheme
TinyScheme est un langage de programmation dérivé de Scheme. 
Il est utilisé dans le logiciel GIMP.